# NGC 1325A
NGC 1325A is een balkspiraalstelsel in het sterrenbeeld Eridanus. Het hemelobject ligt in de buurt van NGC 1325.

## Synoniemen
- PGC 12754
- ESO 548-10
- MCG -4-9-6